# 小林多寿子
小林 多寿子（こばやし たずこ、1956年 - ）は、日本の社会学者。一橋大学名誉教授。専門は、経験社会学、ライフストーリーの文化社会学的研究、質的調査法。

## 来歴
東京都出身。2010年より一橋大学大学院社会学研究科教授を務め、2020年に一橋大学名誉教授の称号を受け、一橋大学大学院社会学研究科特任教授となった。
1998年、『物語られる「人生」 自分史を書くということ』で橋本峰雄賞を受賞した。

## 著書
- 『物語られる「人生」 自分史を書くということ』学陽書房 陽selection 1997

### 共編著
- 『ライフストーリー・インタビュー 質的研究入門』桜井厚共編著 せりか書房 2005
- 『ライフストーリー・ガイドブック ひとがひとに会うために』編著 嵯峨野書院 2010

### 翻訳
- L.L.ラングネス, G.フランク『ライフヒストリー研究入門 伝記への人類学的アプローチ』米山俊直共訳 ミネルヴァ書房 1993
- ケン・プラマー『セクシュアル・ストーリーの時代 語りのポリティクス』桜井厚,好井裕明共訳 新曜社 1998
- ダニエル・ベルトー『ライフストーリー エスノ社会学的パースペクティブ』ミネルヴァ書房 2003

## 参考
- J-GLOBAL
- 『現代日本人名録』2002年